# David Adjmi
David Adjmi (New York, 1973) è un drammaturgo statunitense.

## Biografia
Nato e cresciuto a Brooklyn in una famiglia di ebrei siriani, David Adjmi ha studiato al Sarah Lawrence College, all'Università dell'Iowa e alla Juilliard School. Durante gli anni 2000 ha cominciato ad affermarsi nei teatri regionali, dell'Off-Broadway e di Londra con opere e monologhi quali Strange Attractors, Caligula e Stunning. Nel 2010 ha vinto il Premio Whiting per il teatro, mentre nel 2011 ha ricevuto la Guggenheim Fellowship. Nel 2024 ha esordito a Broadway in veste di drammaturgo con la sua opera Stereophonic, già presentata nell'Off-Broadway l'anno prima; il dramma gli è valso il Drama Desk Award, il Drama League Award, l'Outer Critics Circle Award, il New York Drama Critics' Circle e il Tony Award alla migliore opera teatrale.

## Opere teatrali
- Strange Attractors (2003)
- Elective Affinities (2005)
- Caligula (2008)
- The Evildoers (2008)
- Stunning (2008)
- 3C (2012)
- Marie Antoinette (2012)
- The Stumble (2018)
- The Blind King (2019)
- Stereophonic (2023)